# مسجد الشوربجي (الإسكندرية)
مسجد الشوربجي أحد أشهر مساجد مدينة الإسكندرية بمصر، وتُحيط به وكالة بها دكاكين. جرى ترميمه حديثا. يعود لعصر الدولة العثمانية وتم تزيينه بالزخارف الإسلامية.

## التاريخ
تاريخ الأثر يرجع إلى العصر العثماني، وأنشئ وفقا لما هو مكتوب في النص التأسيسى أعلى الباب الرئيسى لبيت الصلاة في شهر ربيع الآخر لعام 1171 هـجرية - 1758 ميلادية، وبناه مواطن مغربي الأصل يدعى الشيخ عبد الباقى الشوربجي، وهو الحاج عبد الباقى جورجى ابن محمد الشرنوبى الشهير نسبه بزقوقج، وهو مسجل في سجل الآثار.

## الوصف
الواجهة الرئيسية تتكون من شرفة تعلو حوانيت الطابق الأسفل وتمتد بطول الضلع الجنوبي حيث تنتهى عند المدخل الرئيسى، وتتكون من بائكة من ثمانية أعمدة رخامية تقوم عليها تسعة عقود مدببة ممتدة يصل بينهما أعمدة ربط خشبية.
وقد زخرفت حواف العقود بالحجر الأبلق، وفتح في خواصرها نجمة سداسية، ويتقدم الشرفة من أعلاها مظلة خشبية ينتهى طرفها الخارجي بشرفات خشبية صغيرة وزخرف سقفها بنقوش زيتية بديعة. ويعلو الشرفة بعد الظلة نهاية جدار الواجهة وقد زخرف بشرفات مبنية متدرجة.

## الزخارف على الجدران والشبابيك
كشفت أعمال الترميم داخله عن عناصر زخرفية إسلامية رائعة الجمال ترجع لأكثر من 252 عاما، لم تكن ظاهرة للعين حيث كانت مختفية تحت عشر طبقات من الدهان. وكان قد ورد ذكرها في الوثيقة التاريخية لإنشاء المسجد. فأزيلت الدهانات الحديثة وجرى معالجة العناصر الزخرفية التي تم الكشف عنها وصيانتها وعزلها، وكشف أيضا عن التجاليد الخشبية الزخرفية التي كانت تحيط بشبابيك المسجد وإعادتها إلي حالتها الأولي حيث كانت جدران الشبابيك مبطنة من الداخل بكسوات خشبية عليها عناصر زخرفية قديمة ونادرة، تحت إشراف المجلس الأعلى للآثار. وتكلف ترميم المسجد نحو 30 مليون جنيه.

## معرض الصور

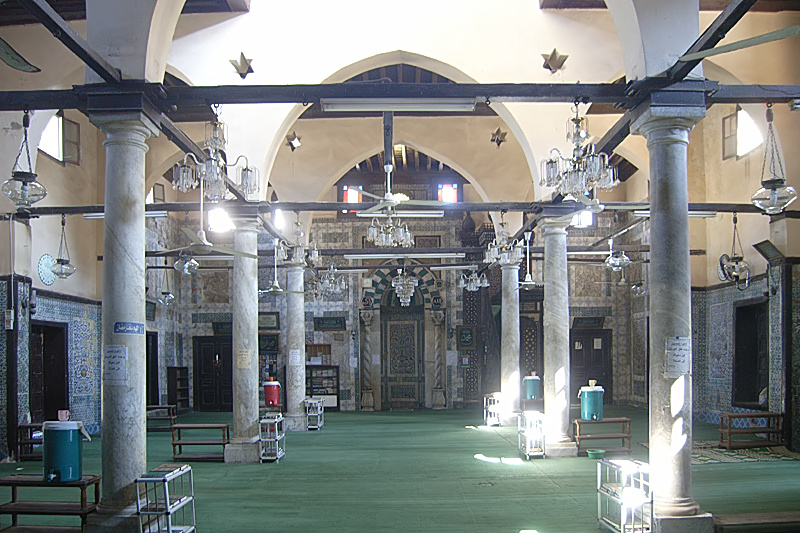
مسجد الشوربجي من الداخل.